# Kim Sung-gan
Kim Sung-gan (Pyongyang, Imperi Japonès (avui Corea del Nord), 17 de novembre de 1912 - 29 de maig de 1984), és un exfutbolista japonès.

## Selecció japonesa
Kim Sung-gan va disputar 1 partits amb la selecció japonesa.